# Giel Janssen
G.A.A.J. (Giel) Janssen (27 april 1951) is een Nederlands politicus van de VVD. Van maart 2011 tot december 2016 was hij burgemeester in de gemeente Halderberge.

## Levensloop
Voor zijn loopbaan als wethouder en burgemeester was Janssen leraar aardrijkskunde aan de regionale scholengemeenschap 't Rijks in Bergen op Zoom.

### Politiek
Hij was van maart 1994 tot april 2006 wethouder in Bergen op Zoom en werd november 2006 burgemeester van de Zuid-Hollandse gemeente Cromstrijen. 
Sinds eind maart 2011 is hij de burgemeester van Halderberge. In februari 2016 kondigde Janssen zijn vertrek aan omdat hij zijn woning niet verkocht kreeg, nadat hij in maart 2015 hiervoor een ultimatum heeft ontvangen vanuit de gemeenteraad. In december 2016 werd hij als burgemeester van Halderberge opgevolgd door Jobke Vonk-Vedder.

### Persoonlijk
Janssen in getrouwd en vader van twee zoons.